# جورج شامبرز (لاعب كريكت)
جورج شامبرز (24 مارس 1884 في المملكة المتحدة - 13 سبتمبر 1947 في المملكة المتحدة)  (بالإنجليزية: George Chambers)‏ هو لاعب كريكت بريطاني وبريطاني (وحمل سابقاً جنسية المملكة المتحدة لبريطانيا العظمى وأيرلندا). لعب مع نادي مقاطعة نوتنغهامشير للكريكت ‏.